# Stark System
Stark System es una película italiana de 1980 dirigida por Armenia Balducci.

## Sinopsis
Divo Stark, un expolicía que se ha convertido en actor de películas policíacas, vive en un chalet con Eddy, su mejor amigo. Eddy le consuela, e impide que se suicide cuando se entera de que su última película ha sido destrozada por la crítica. La película ha tenido éxito entre el público, por lo cual Divo Stark espera excelentes ofertas de trabajo, pero solo llegan propuestas de desengaño.

## Comentario
Armenia Balducci ha realizado una comedia grotesca con acentos satíricos, que en algunos pasajes narrativos deriva en una fórmula sociopolítica, basada en la caricatura del divo-supermán. A través de un trayecto narrativo bien preciso, quiere condenar un cierto tipo de cine y los comportamientos y hálitos de la sociedad de los años sesenta.[cita requerida]

## Trivia
Parte de la banda sonora de la cinta, compuesta por Ennio Morricone, es usada en el videojuego Red Dead Revolver.